# Mazinga Z Infinity
Mazinga Z Infinity (劇場版 マジンガーZ ／ INFINITY?, Gekijōban Majingā Zetto / Infinitī) è un film del 2017 diretto da Junji Shimizu. Terzo film anime tratto dalla serie manga e anime Mazinger Z di Gō Nagai, è il primo ad essere realizzato in forma di lungometraggio.
Prodotto dalla Toei Animation in occasione del 45º anniversario della serie, il film è stato annunciato il 26 gennaio 2017, proiettato in anteprima alla Festa del Cinema di Roma 2017 il 28 ottobre e distribuito nei cinema italiani tre giorni dopo, mentre la distribuzione in Giappone è avvenuta il 13 gennaio 2018 da parte della Toei Company.

## Trama
Dieci anni dopo la sconfitta dell'Impero sotterraneo di Mikene, la Terra e tutti i suoi abitanti hanno finalmente trovato la pace, grazie anche all'energia fotonica, una fonte energetica pulita e praticamente infinita.
Durante alcuni scavi sul monte Fuji, viene rinvenuta una gigantesca testa appartenente ad un colossale mecha simile a Mazinga Z, successivamente denominato Mazinga Infinity, ovvero Divinità Demoniaca Infinita; Koji Kabuto, ora divenuto un ricercatore sull'energia fotoatomica, viene chiamato ad investigare sulla presenza di una forma di vita all'interno del gigantesco robot e, dopo esservisi avvicinato, dallo stesso esce una ragazza, chiamata poi Lisa (acronimo di Large Intelligence System Agents) dallo stesso Koji.
Qualche mese dopo, un centro per l'energia fotonica in Texas viene attaccato da decine di redivivi mostri meccanici che mettono a dura prova i difensori della base; questi ultimi vengono tuttavia salvati dal provvidenziale intervento di Tetsuya Tsurugi, che scende in campo alla guida del Grande Mazinga, il quale riesce a distruggere molti assalitori, ma all'improvviso compare il malvagio barone Ashura alla guida del suo robot e un'esplosione rende impossibile vedere l'esito dello scontro tra i due.
Nel frattempo Jun Hono, ora moglie di Tetsuya e in dolce attesa, va a fare visita a Koji e Sayaka, ora a capo del Centro ricerche sull'energia fotoatomica sulla struttura eretta sul monte Fuji, dove gli scavi hanno riportato alla luce il busto del gigantesco Infinity (assieme a delle rovine micenee), il quale viene studiato da Koji e i vari ricercatori che hanno inoltre capito che Lisa, in realtà un androide (anche se lei si definisce principalmente organica), è la chiave di attivazione del colosso di metallo. Inoltre Koji teorizza che l'aumento di energia fotonica sulla Terra abbia teletrasportato Lisa, il robot e le rovine da un'altra dimensione.
Mentre arriva la notizia dell'attacco in Texas e della scomparsa di Tetsuya, il centro in cui si trovano Koji e compagni viene assediato dall'esercito delle Croci di Ferro capitanate dal perfido conte Blocken, ma grazie a Lisa gli eroi riescono a fuggire .
Il governo giapponese invia le forze armate, con il supporto morale di Koji e con Shiro (divenuto un pilota di mech) a capo della squadra d'assalto di robot simili ai Mazinga per riconquistare la base dove era situato Infinity, ma l'attacco termina in un disastro nel momento in cui da uno strano portale esce fuori il colossale mech, ora attivo, che spazza via le forze d'occupazione; tra i pochi sopravvissuti ci sono Shiro e Koji, giunto nel frattempo sul posto a bordo di una delle unità mech, il quale si accorge che sulla testa di Infinity è imprigionato il Grande Mazinga con Tetsuya al suo interno vivo, ma privo di sensi.
Ricompare poi il malvagio dottor Inferno, la nemesi di Mazinga Z, che annuncia al mondo di voler convivere pacificamente con la razza umana, a patto che gli venga fornita una certa quantità di energia fotonica, pena la distruzione totale del pianeta. La notizia riaccende la discordia tra i vari governi del mondo, che sono divisi tra chi vuole assecondare le richieste del folle scienziato e chi vuole invece fermarlo.
Poco dopo Koji e Lisa vanno a trovare Boss, che nel frattempo ha aperto un negozio di Ramen, per poi cercare di capire cosa ha davvero in mente il dottor Inferno. In questo frangente Lisa riferisce a Koji ciò che le era stato detto da chi le aveva affidato Infinity, ovvero che chiunque controlli il mech può attivare il "Goragon" (strana parola pronunciata dalla ragazza quando era appena stata ritrovata), un potere che chi lo giudica necessario, può distruggere l'universo e rimpiazzarlo con un altro a propria scelta, dato che il mech altro non è che un'arma per riplasmare il cosmo; viene inoltre rivelato che l'attivazione è ormai vicina. Successivamente Koji rivela a Lisa le ultime parole di suo nonno Juzo Kabuto morente: "Chi pilota Mazinga Z può diventare un dio o un demonio"; il ragazzo decise di non diventare quest'ultimo e, temendo che le battaglie gli avrebbero infuso questo desiderio, smise di pilotare il robot, diventando così uno scienziato. Tuttavia Lisa riesce a far capire a Koji che lui non è e non sarà mai un mostro.
Koji capisce che il dottor Inferno ha rapito Tetsuya per usare lui e il Grande Mazinga come alimentatore per Infinity, senza dover quindi usare Lisa come chiave d'attivazione. Il vero scopo del folle scienziato non è controllare il mondo, ma studiarlo e, una volta stancatosi, ricrearlo a proprio piacimento.
Koji escogita un piano per fermare Infinity e salvare Tetsuya grazie ai suoi compagni e vari scienziati al vecchio Centro di ricerche sull'energia fotoatomica dove è conservato Mazinga Z, con il quale Koji intende affrontare l'esercito dei mostri meccanici dopo aver riparato il robot; inoltre Lisa lo accompagnerà per fermare Infinity. Non appena si sparge la notizia, l'umanità riacquista la speranza. Mentre Boss Robot e una macchina pilotata dai professori Sewashi e Nossori tengono occupate la maggior parte delle forze nemiche, grazie anche all'intervento delle Mazin-Girls, un gruppo di piloti femminili alla guida di una squadra di Venus Ace (il robot che una volta era pilotato da Jun), Mazinga Z entra di nascosto da un tunnel, poi si apre la strada verso la sommità di Infinity con una serie di combattimenti spettacolari, riuscendo a distruggere nuovamente i mostri meccanici e persino Blocken e Ashura con i loro rispettivi robot.
Raggiunta la cima di Infinity, mentre è intento a liberare Tetsuya dalla sua prigionia, Koji viene attaccato dal Gran Maresciallo del Demonio, ovvero il robot personale del dottor Inferno, con il quale ingaggia una furiosa battaglia. Mazinga Z sta per soccombere, venendo gravemente danneggiato, mentre lo scienziato dice a Koji che questa pace lo ha rammollito e che la vera natura del ragazzo è in realtà la guerra; dopodiché chiede a Lisa qualcosa in una strana lingua. Fortunatamente Shiro, a bordo del suo mech, libera il Grande Mazinga ed entrambi si uniscono a Mazinga Z nella lotta, riuscendo a danneggiare il Gran Maresciallo del Demonio. Tuttavia il dottor Inferno si sostituisce al Grande Mazinga (avendo copiato i dati di quest'ultimo sul suo robot) come fonte d'energia per Infinity, attivando così il mech e iniziando il "Goragon".
La situazione sembra disperata, ma Lisa, dopo aver chiesto a Koji se il mondo merita di esistere (le strane parole dette a lei dal dottor Inferno) e aver ricevuto da lui risposta positiva, trova un modo per donare a Mazinga Z poteri simili a quelli di Infinity, rigenerandolo e rendendolo gigantesco come quest'ultimo, non essendo in grado di bypassare il controllo del dottor Inferno sul mech. Purtroppo il robot di Koji sembra non essere comunque in grado di reggere il confronto con Infinity, almeno fino a quando Lisa non decide di sacrificarsi convogliando l'energia fotonica del Grande Mazinga, del mech di Shiro e tutta quella presente sulla Terra nel corpo di Mazinga Z, che con un potentissimo pugno a razzo spedisce Infinity nello spazio e lo fa esplodere, provocando la morte del dottor Inferno e riportando la pace su tutta la Terra. Lisa, prima di sparire, mostra a Koji alcuni eventi di una realtà alternativa nella quale lei è figlia sua e di Sayaka e il ragazzo le dice che un giorno si rivedranno.
Koji si risveglia in ospedale circondato dagli amici (Jun ha avuto il suo bambino) e chiede a Sayaka di sposarlo.
Nelle scene finali del film si assiste da lontano al matrimonio di Koji e Sayaka ed in seguito viene mostrata una bambina somigliante a Lisa che stringe un modellino di Mazinga Z e passeggia con i genitori (presumibilmente Koji e Sayaka di spalle) in un parco mentre canticchia il tema musicale di Mazinga Z, con l'inquadratura che si sposta sul suddetto robot.